# Prix Lucas-Dolega
Le prix Lucas-Dolega est un prix photographique français, créé en 2011 par l’association Lucas Dolega et attribué pour la première fois en 2012, destiné à récompenser chaque année un photojournaliste pour un reportage photographique « traitant d’une situation de conflit (guerres civiles ou militaires, émeutes, attentats ou manifestations publiques), d’une catastrophe naturelle ou sanitaire, de leurs conséquences pour les populations civiles. 

## Historique
Le prix Lucas-Dolega a été fondé en 2011 pour rendre hommage au jeune photographe franco-allemand Lucas Dolega, mort le 17 janvier 2011, à l’âge de 32 ans, en couvrant des émeutes dans les rues de Tunis, aux premiers jours de la Révolution du Jasmin.
Organisé en partenariat avec la Ville de Paris et la Société des auteurs des Arts visuels et de l’Image Fixe (SAIF), Reporters sans frontières (RSF), le laboratoire Label Image, l’Union des Photographes Professionnels (UPP), il a pour but de soutenir les photographes qui exercent leur activité dans des conditions difficiles, au péril de leur vie, dans des zones de tension ou de conflit, et prennent des risques pour assurer la diffusion d’une information libre. 
Le règlement du prix précise : « Il a pour essence de récompenser un photographe qui par son engagement personnel, son implication sur le terrain, ses prises de position et la qualité de son travail, aura su témoigner de son attachement à la liberté de l’information. »
Le prix Lucas-Dolega récompense le lauréat d’une dotation de la SAIF de 10 000 €, d’une future exposition à Paris (dans la galerie de l’UPP) et d’une parution dans le prochain album de Reporters Sans Frontières. 
Le 18 janvier 2012, le maire de Paris, Bertrand Delanoë, a remis son prix au premier lauréat du prix Lucas-Dolega, le photographe espagnol Emilio Morenatti, travaillant pour l’Associated Press, récompensé pour son reportage « Displaced in Tunisia. »
Le 3 mai 2021 le 10e prix Lucas-Dolega a été remis par Anne Hidalgo, maire de Paris, à Hervé Lequeux de l’agence Hans-Lucas, pour « 9-3 » un reportage sur une jeunesse désœuvrée du quartier de la Goutte-d’Or à Paris, lors de la Journée mondiale de la liberté de la presse organisée en partenariat avec Reporters Sans Frontières et la Maison des Journalistes. 

## Jury
Pour désigner le lauréat du prix 2022, le jury était présidé par Martina Bacigalupo, photographe et directrice photo de la revue 6Mois et composé d’Elisabeth Hébert, éditrice de Photopaper et directrice du Festival L’ Œil Urbain, Maureen Auriol, rédactrice en chef du service photo de l’hebdomadaire Marianne, Ericka Weidmann, directrice de 9 Lives Magazine, Sylvie Dannay, rédactrice photo au quotidien La Croix, Marc Chaumeil, photographe indépendant, Pierre Ciot, photographe et représentant de la SAIF, Delphine Lapierre, directrice de L’Atelier Label Image, Catherine Monnet, rédactrice en chef de Reporters Sans Frontières, d’un représentant de l’UPP et d’un représentant de la ville de Paris.

## Lauréats
- 2012 : Emilio Morenatti (Espagne, Associated Press), pour son reportage « Displaced in Tunisia »[3].
- 2013 : Alessio Romenzi (Italie) pour son travail exceptionnel en Syrie : « Surviving in Syria »[4].
- 2014 : Majid Saeedi (Iran) pour son travail en Afghanistan: « Life in War »[5].
- 2015 : Sébastien Van Malleghem (Belgique) pour son travail de long terme : « Prisons »[6].
- 2016 : Hashem Shakeri pour son reportage sur la société iranienne « Iran, une identité multiple »[7].
- 2017 : Brennan O’Connor, pour son sujet « Peace and development », un travail photographique en noir et blanc sur les minorités ethniques en Birmanie[8].
- 2018 : Narciso Contreras pour son reportage « Crossing Libya: the human marketplace », un travail photographique sur le trafic des migrants en Libye[9].
- 2019 : Javier Arcenillas, pour son travail de long cours sur la violence en Amérique Latine[10].
- 2020 : Ana María Arévalo Gosen pour « Dias Eternos » (« Des jours sans fin »), reportage sur les conditions de vie dans les prisons pour femmes au Vénézuela[11].
- 2021 : Hervé Lequeux pour un reportage sur « une jeunesse désœuvrée du quartier de la Goutte d’Or à Paris »[1],[12].
- 2022 : Cédric Gerbehaye, pour son travail sur la crise sanitaire du COVID-19 dans la ville de La Louvière en Belgique[2],[13].